# IC 2566
IC 2566 је лентикуларна галаксија у сазвјежђу Мали лав која се налази на листи објеката дубоког неба у Индекс каталогу.
Деклинација објекта је + 36° 35' 0" а ректасцензија 10h 22m 19,4s. Привидна величина (магнитуда) објекта IC 2566 износи 14,0 а фотографска магнитуда 15,0. IC 2566 је још познат и под ознакама MCG 6-23-8, CGCG 183-18, NPM1G +36.0210, KCPG 231A, PGC 30357.